# Reyes Estévez
Reyes Estévez (ur. 2 sierpnia 1976 w Cornellà de Llobregat) – hiszpański średniodystansowiec, brązowy medalista mistrzostw świata w lekkoatletyce z Aten i mistrzostw świata w lekkoatletyce z Sewilli. W 2005 roku w Madrycie zdobył 2 srebrne medale w halowych Mistrzostwach Europy na dystansach 1500 i 3000 m. Odniósł również wiele innych sukcesów na dystansie 1500 metrów:
- złoty medal Mistrzostw Europy juniorów w lekkoatletyce (San Sebastián 1993)
- 4. miejsce na Mistrzostwach Świata Juniorów w Lekkoatletyce (Lizbona 1994)
- złoty medal Mistrzostw Europy juniorów w lekkoatletyce (Nyíregyháza 1995)
- złoto podczas Młodzieżowych Mistrzostw Europy w Lekkoatletyce (Turku 1997)
- złoty medal Mistrzostw Europy w Lekkoatletyce (Budapeszt 1998)
- srebro na Halowych Mistrzostwach Świata w Lekkoatletyce (Lizbona 2001)
- srebrny medal podczas Mistrzostw Europy w Lekkoatletyce (Monachium 2002)
- 2. miejsce w Pucharze Świata w Lekkoatletyce (Madryt 2002)

Reyes Estévez trzykrotnie brał udział w Igrzyskach Olimpijskich (1996, 2004 oraz 2008) jednak tylko raz (Ateny 2004) udało mu się awansować do finału – zajął 7. miejsce na 1500 metrów.

## Rekordy życiowe
- bieg na 1000 m – 2:17.45 (2000)
- bieg na 1500 m – 3:30.57 (1999)
- bieg na milę – 3:51.82 (2002)
- bieg na 2000 m – 5:05.68 (2004)
- bieg na 3000 m – 7:37,93 (2009)
- bieg na 1500 m (hala) – 3:36.51 (2005)
- bieg na milę (hala) – 3:53.49 (2001)
- bieg na 3000 m (hala) – 7:43.80 (2005)